# Aratinga
Aratinga je rod ptáků z čeledi papouškovitých, který má celkem deset zástupců, přičemž tři jsou již vyhynulé. Ve většině případů se jedná o známé druhy oblíbené mezi chovateli okrasných ptáků, avšak výjimkou je aratinga Hockingův, druh, který byl popsán teprve v roce 2006. Původně tento rod zahrnoval větší množství druhů, ale některé byly vyčleněny do samostatných rodů - Eupsittula, Psittacara a Guaruba.

## Popis

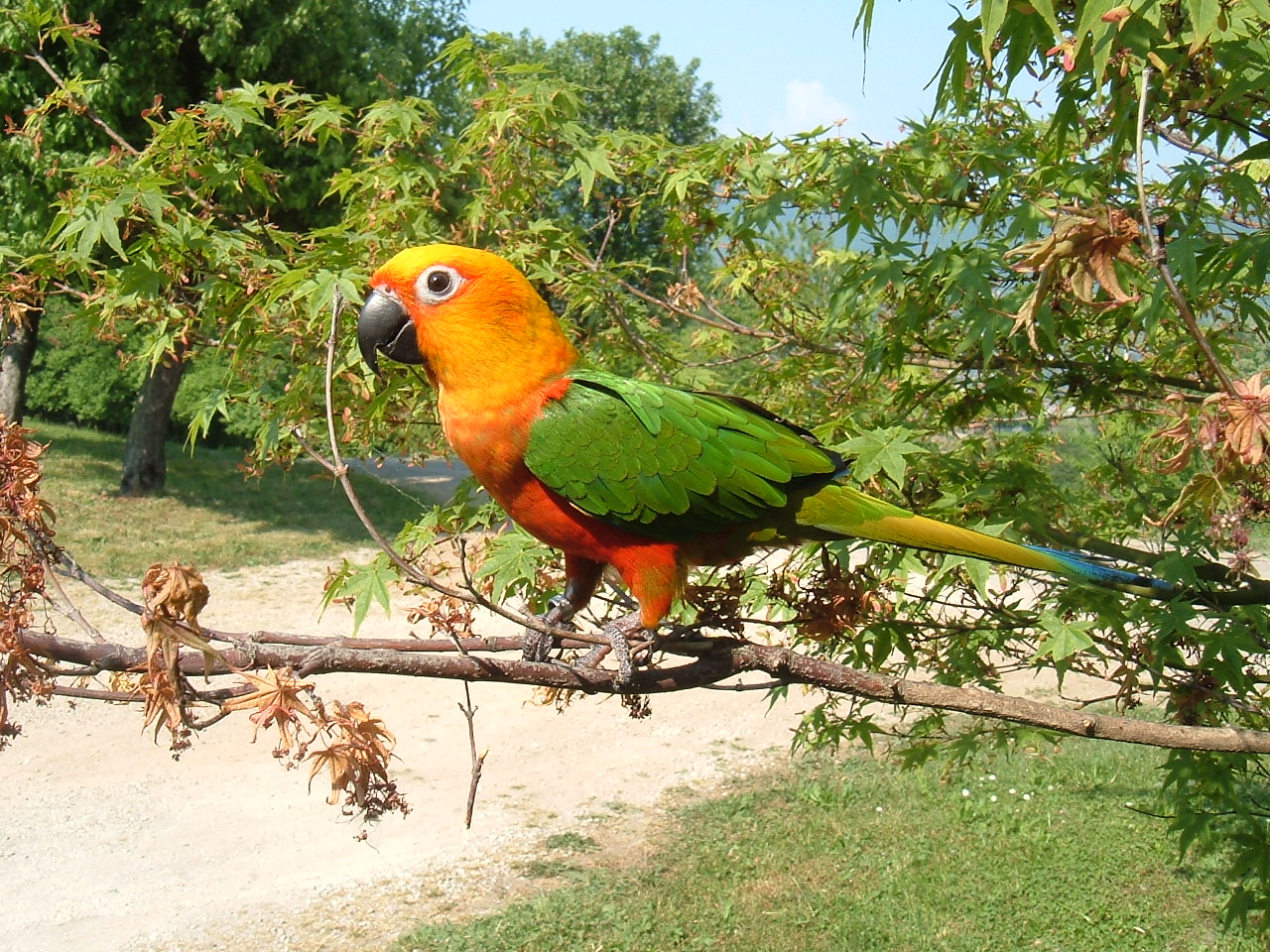
Aratinga jendaj

Aratingy jsou středně velcí ptáci volně žijící v Jižní Americe. Zbarvením se nejedná o příliš pestré ptáky, u většiny převažuje jednotlivé zelené nebo žluté zbarvení. Žijí v menších skupinkách a vyhledávají suché husté lesy. Živí se ovocem, ořechy nebo rostlinami, pěstovanými na plantážích; rýží, kukuřicí...
Mezi nejčastěji chované aratingy v zajetí patří aratinga sluneční a jendaj. Druh aratinga jendaj má sice status málo dotčený, avšak aratingu slunečnímu přísluší dle IUCN status ohrožený. Dalším druhem často viděným v klecích chovatelů je aratinga zlatohlavý, ten má status téměř ohrožený. Jak již bylo řečeno, tři druhy aratingů již vyhynuly; aratinga guadeloupský (vyhynul v 18. století), aratinga roosevelti a aratinga vorohuensis. Snižování populace jednotlivých druhů způsobuje především ničení jejich přirozeného prostředí; lesů, které jsou káceny, aby na jejich místech mohly vyrůst plantáže.

## Druhy
- Aratinga zlatohlavý (Aratinga auricapillus)
- Aratinga Hockingův (Aratinga hockingi)
- Aratinga jendaj (Aratinga jendaya)
- Aratinga guadeloupský † (Aratinga labati)
- Aratinga pintoi (Aratinga maculata)
- Nandej černohlavý (Aratinga nenday)
- Aratinga roosevelti †
- Aratinga sluneční (Aratinga solstitialis)
- Aratinga vorohuensis †
- Aratinga tmavohlavý (Aratinga weddellii)